# Pediasia
Pediasia é um gênero de mariposa pertencente à família Crambidae.
Os membros deste género estão distribuídos nas regiões temperadas da Eurásia e regiões adjacentes.
Apesar deste género ter sido proposto em 1825, não foi amplamente reconhecido até ao meio do século XX. Como consequência, a maioria das espécies eram inicialmente colocadas num género relacionado, Crambus.